# Postapalota (Kaposvár)
Az 1926-ban elkészült Postapalota a kaposvári Belváros egyik jellegzetes építészeti értéke.

## Története
A 18. század végén nemhogy postahivatal nem volt még Kaposváron, de egész Somogy vármegyében is csak egyetlen postajárat létezett, méghozzá a vármegye déli részén, Nagykanizsa és Szigetvár között. A várost három lovas kötötte össze a legközelebbi postaállomással. Később Öreglakon is postaállomás nyílt: egy magántársaság hetente kétszer szállította a küldeményeket Öreglak és Kaposvár között. Az 1850-es évek elején kiépült a Sopron–Pécs postaútvonal, amely végre Marcalit és Kaposvárt is érintette, sőt, hamarosan Pestről is heti postakocsijárat indult a somogyi megyeszékhelyre.
Az első királyi postahivatal 1850-ben nyílt meg az első postamester, Hőnig József Fő utcai házában, egy kis udvari szobában. A lóváltó állomás a Szarvas fogadó mellett működött. 1888-ban egyesített posta- és távírdahivatalt hoztak létre Rimanóczy Géza vezetésével. A város első telefonközpontja 1901-ben nyílt meg Németh István polgármester támogatásával az akkori főpostán. 1903-ban, amikor a városháza új épülete már szinte teljesen elkészült, a főposta is odaköltözött, de a hely szűkös volta miatt hamarosan új helyet kerestek egy önálló postapalota felépítésére. Az akkor Eszterházy utcának nevezett utca (a mai Bajcsy-Zsilinszky utca) északi oldalán találtak rá megfelelő telket, de csak 1921-ben vásárolták meg azt. Az építkezés 1924-ben kezdődött meg Bierbauer Virgil és dr. Müller Pál tervei alapján, Mathiaskó Károly kivitelezésében, többségében kaposvári iparosok munkájával. Az új palota 1926-ra készült el. Nem csak postahivatal, hanem lakások is helyet kaptak benne, és ide költözött a távírdahivatal is.
1955. december 10-én új automata távbeszélőközpontot avattak a főpostán, amely immár 2000 előfizető ellátására volt alkalmas. A postai távírót 1969-ben automatizálták és telexmellékközpontot alakítottak ki.

## Az épület
A nagy méretű, L alaprajzú épület Kaposvár történelmi belvárosában áll a Bajcsy-Zsilinszky és a Szent Imre utcák kereszteződésében, annak északnyugati oldalán. A főbejárat a déli oldalon található. Két emeletén összesen kétszer 47 ablak helyezkedik el. Bejárata modern stílusjegyeket hordoz, maga az épület pedig kifejezetten a funkcionalista építészet alkotása. Díszítései azonban eklektikusak, jellegzetesek a homlokzat vakolatdíszei, a díszes főpárkány, a bejárat fölötti homlokzatszakasz füzérdíszes jón oszlopfővel ellátott, két szintet átfogó pilaszterei és a földszinti ablakok fölötti boltívek tetején elhelyezett, domborműves kialakítású emberfejeket ábrázoló zárókövek. A főbejárat fölött egy valódi ember arcképe jelenik meg: Puskás Tivadaré, a telefonközpont feltalálójáé.

## Képek

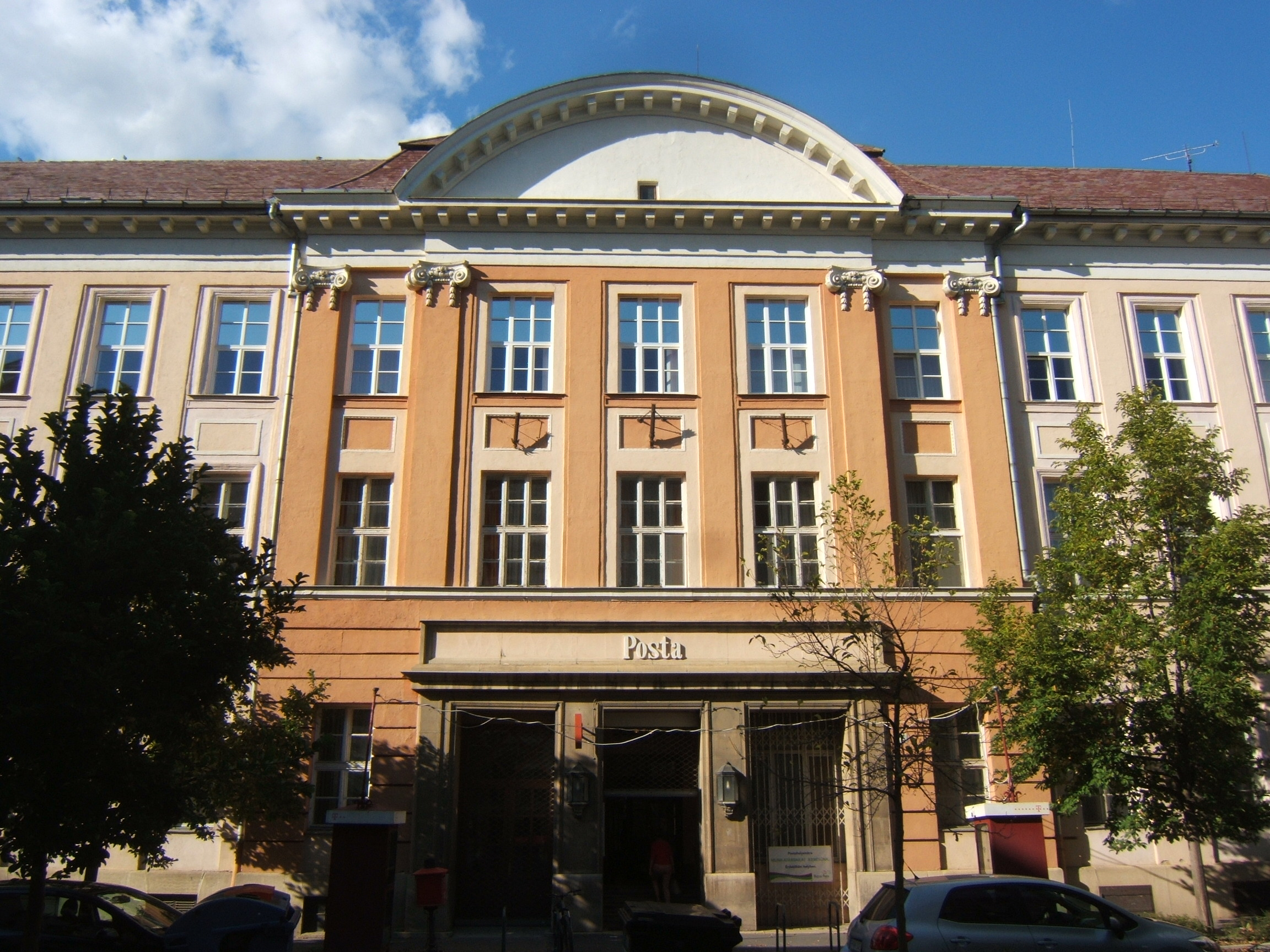
A főhomlokzat
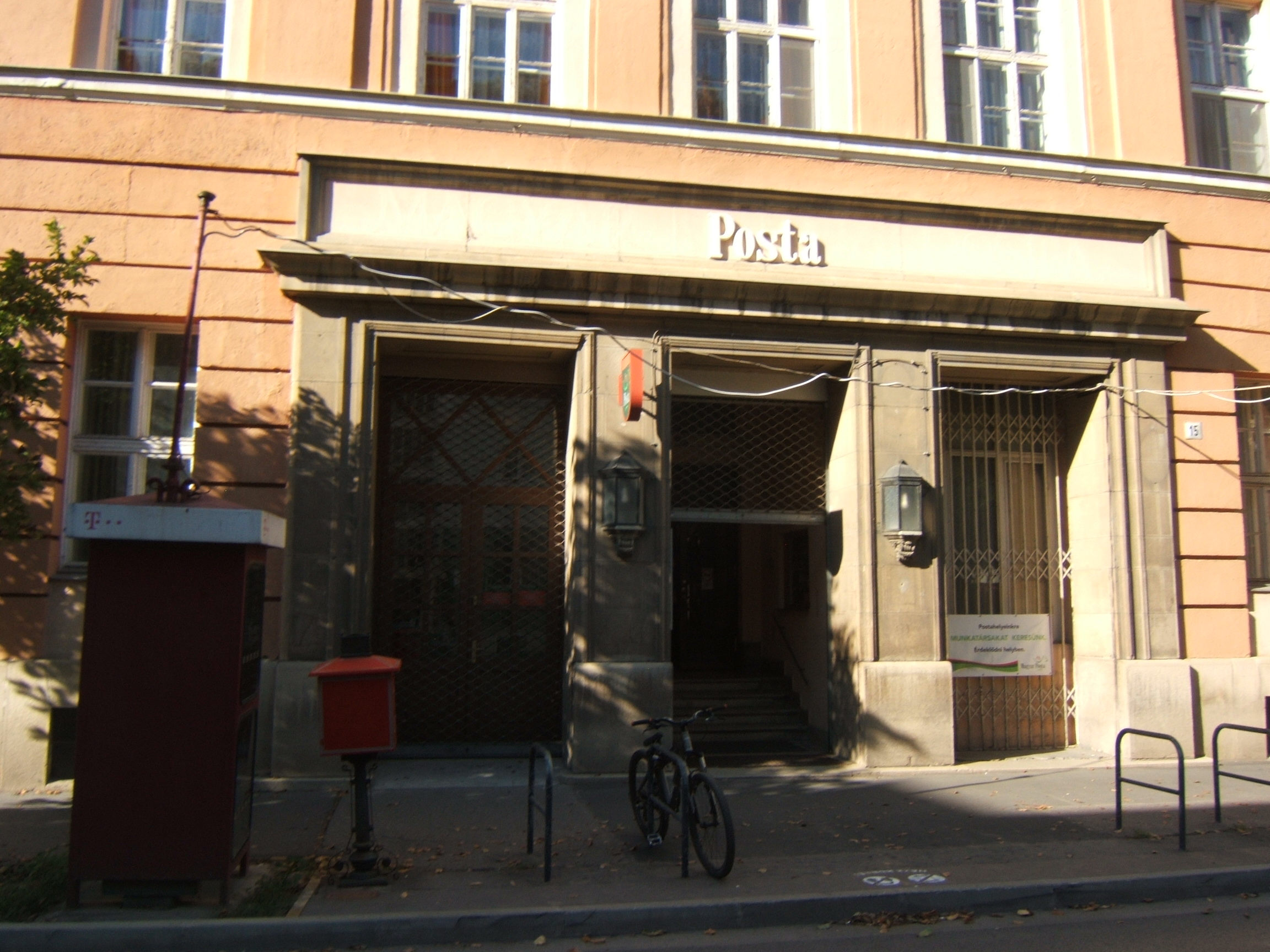
Főbejárat
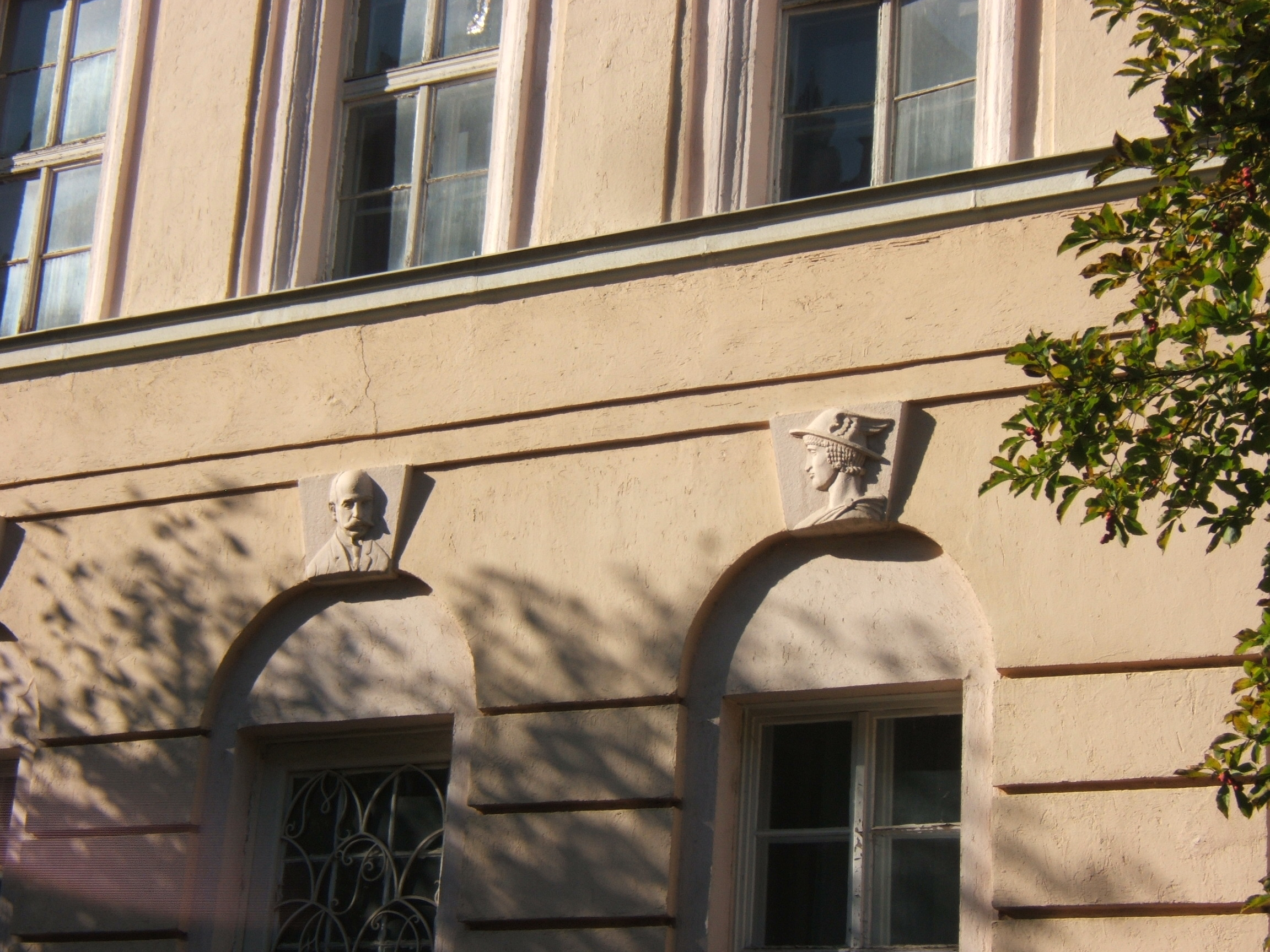
Részlet domborművekkel
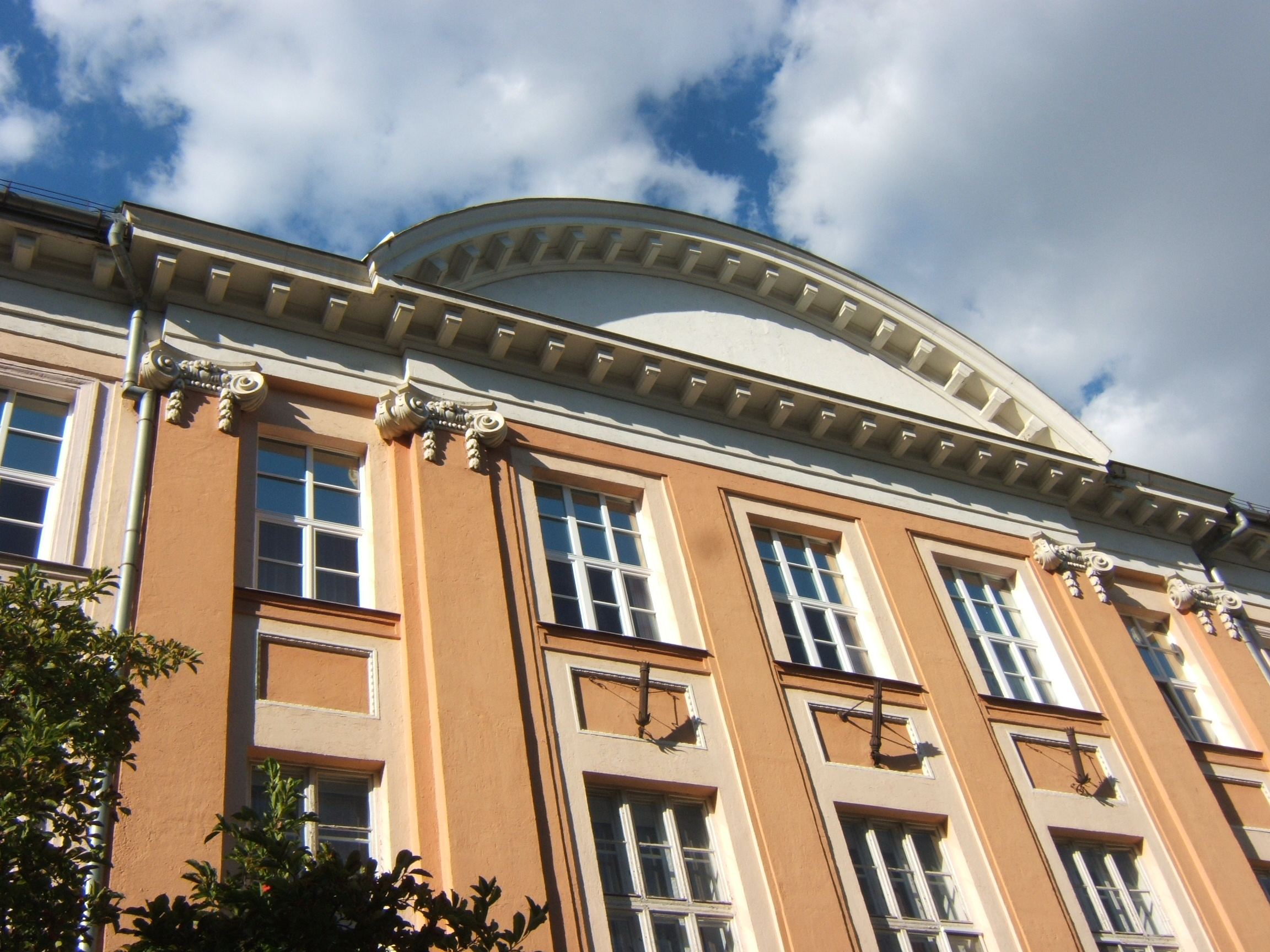
Homlokzati részlet